# K-150 Tomsk
Il K-150 Tomsk è un SSGN russo, esemplare della classe Oscar II identificato con il codice progetto 949a Antey è attualmente uno dei sottomarini in servizio presso la Flotta del Pacifico

## Storia
Il K-150 fu ordinato il 27 agosto 1991 presso i cantieri Sevmash di Severodvinsk ed identificato con il numero di serie 663.
L'amministrazione dell'Oblast' di Tomsk ha assunto il patronato sul sottomarino e conseguentemente il medesimo è stato rinominato "Tomsk" il 13 aprile 1993. Il sottomarino venne commissionato tra il 18 ed il 20 luglio 1996 ed infine il 17 marzo 1997 entrò a far parte della 1ª Flottiglia sottomarini in forza alla Flotta del Nord.
Nel corso del 1998, durante la transizione verso Petropavlovsk-Kamčatskij sulla cosiddetta Strada del Mare del Nord al di sotto dei ghiacci del Mar Glaciale Artico l'attuale metropolita di Khabarovsk e Amur, allora vescovo di Petropavlovsk-Kamčatskij, Ignazio (al secolo Sergey G. Pologrudov) si unì all'equipaggio in qualità di confessore e sacerdote della nave; ciò costituisce un unicum nella storia navale moderna della Marina militare della Federazione Russa.
Dal 9 ottobre 1998 il K-150 si unisce alle 10 divisioni di sottomarini in servizio presso la Flotta del Pacifico, prendendo sede presso Viljučinsk, un villaggio di pescatori situato nella baia Krašeninnikov nelle vicinanze di Petropavlovsk-Kamčatskij.
Dal Marzo 2009 il K-150 era inquadrato nella Flotta di pronto intervento sempre presso la Flotta del Pacifico. Alcune fonti lo citano erroneamente, confondendolo con il K-442 Čeljabinsk oppure con il K-526 e finanche con il K-512.
Dal 2010 è in riparazione presso le banchine del cantiere "Zvezda" situate nella città di Bol'šoj Kamen' dichiarata nel 1996 ZATO ossia città chiusa, in ragione della rottura dell'impianto di raffreddamento di uno dei reattori. È previsto che il K-150 torni allo stato attivo nel 2014.

## Comandanti
1. Dal 1991 al 1997: capitano di vascello Vadim Georgiyevich Antipin
2. Dal 1997 al 1998 e nel 1999: capitano di vascello Aleksandr Ivanovich Tsymbalyuk
3. Nel 1998: capitano di vascello Sergey Vasil'yevich Yarkin (Comandante anche del K-442 Čeljabinsk)
4. Dal 1999 al 2002: capitano di vascello Vladimir Vasil'yevich Dmitriyev (Comandante anche del K-186 Omsk)
5. Nel 1999 e nel 2000 , tra Ott.-Nov. 2002 e nel 2003: capitano di vascello Vladimir Vladimirovich Grishechkin
6. Nel 2002 e dal 2003 al 2005: capitano di vascello Vyacheslav Mikhaylovich Chernous
7. Dal 2006 al 2008: capitano di vascello Andrey Anatol'yevich Yekimenko
8. Dal 2008 al 2011: capitano di vascello Aleksandr Olegovich Zarenkov
9. Dal 2011 al 2012: capitano di vascello D.A. Sharipov (Comandante anche del 621° equipaggio)
10. Dal 2012 al 2013: capitano di fregata Ivan Anatol'yevich Gubin

## Eventi

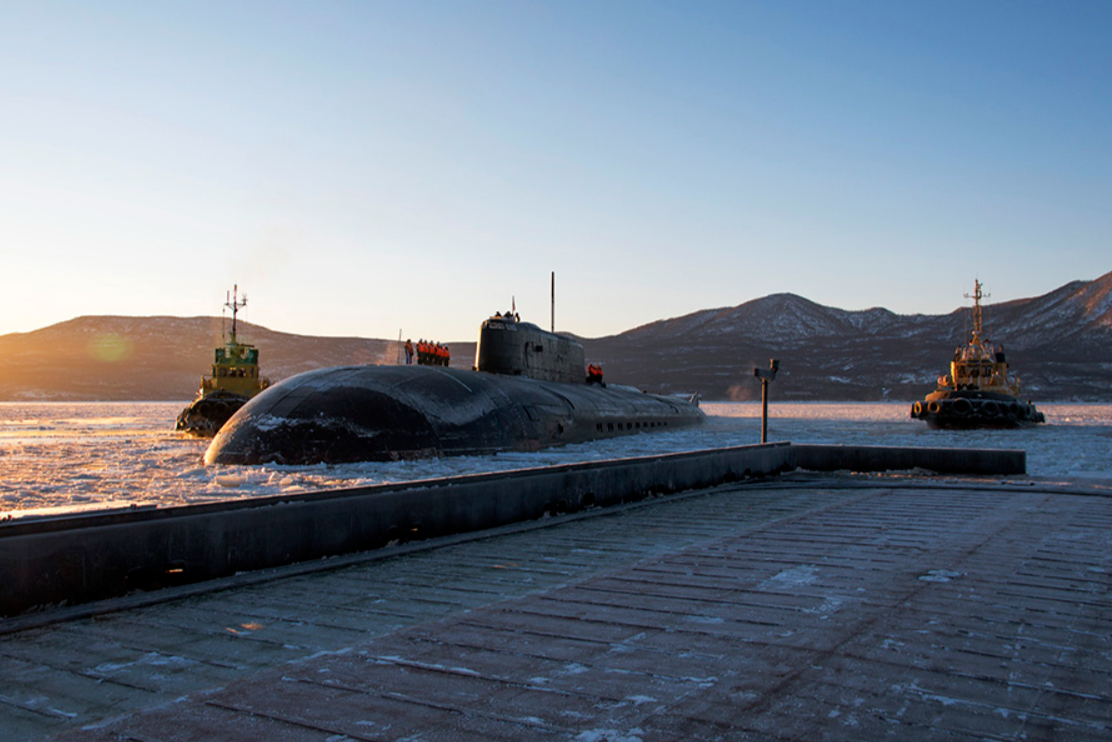
Ritorno del sottomarino nucleare "Tomsk" alla base dopo il servizio di combattimento

La mattina del 16 settembre 2013 a bordo del sottomarino è divampato un incendio nel corso delle operazioni di riparazione. È stato riferito che l'incendio si sia prodotto durante il taglio operato con una torcia a gas di una grata situata all'ingresso di uno dei serbatoi di zavorra. Nel corso di questa operazione la vecchia gomma di rivestimento interno del serbatoio, i cavi e la vernice avrebbero subitaneamente preso fuoco causando l'incendio che ha prodotto un fumo intenso per spegnere il quale sono occorsi 8 vigili del fuoco appartenenti al 703 °Centro Logistico della Flotta del Pacifico in aggiunta a 7 vigli del fuoco afferenti al Centro di Emergenza del Territorio di Primorje. Secondo fonti interne alla Flotta del Pacifico non ci sarebbe un rischio imminente di incendio dei reattori o di esplosione del sottomarino in quanto notoriamente i serbatoi di zavorra sono esterni al bulbo centrale a tenuta stagna che racchiude l'impiantistica interna dei sottomarini, ivi compresi i reattori. Inoltre è stato aggiunto come l'equipaggio sia stato prontamente evacuato precisando che i 24 missili teleguidati PKR P-700 Granit non fossero imbarcati durante le operazioni di riparazione. La Flotta del Pacifico ha altresì precisato che due navi antincendio e una per il controllo delle radiazioni sono state mobilitate per intervenire e monitorare la situazione del K-150. Il Ministero della Difesa ha inoltre precisato che una commissione d'inchiesta è già stata istituita.. Successivamente l'addetto stampa della società proprietaria dei cantieri "Zvezda", Alex Kravchenko ha riferito che 15 soldati sono rimasti feriti durante le operazioni di spegnimento e che questi sono stati successivamente ricoverati presso la clinica navale della base. Un fonte interna al Ministero della Difesa ha inoltre rivelato all'agenzia d'informazione RIA Novosti che i danni provocati dal fumo sono stati minimali e che i danni provocati da questo al K-150 verranno riparati entro 10 giorni.